# La Xerea
La Xerea o Xarea és un barri del districte de Ciutat Vella, a la ciutat de València, capital del País Valencià. L'Ajuntament de València classifica aquest barri amb el codi 1.2.
El nom del barri, Xerea, deriva de l'àrab xaria, que vol dir 'llei'. La porta de la muralla àrab que mirava cap a aquest raval a l'est de la ciutat rebia el nom de Bab al-Xaria, que vol dir porta de la llei (islàmica) o xaria i açò va donar lloc al nom que ha subsistit fins a l'actualitat per a designar tot el barri.

## Geografia

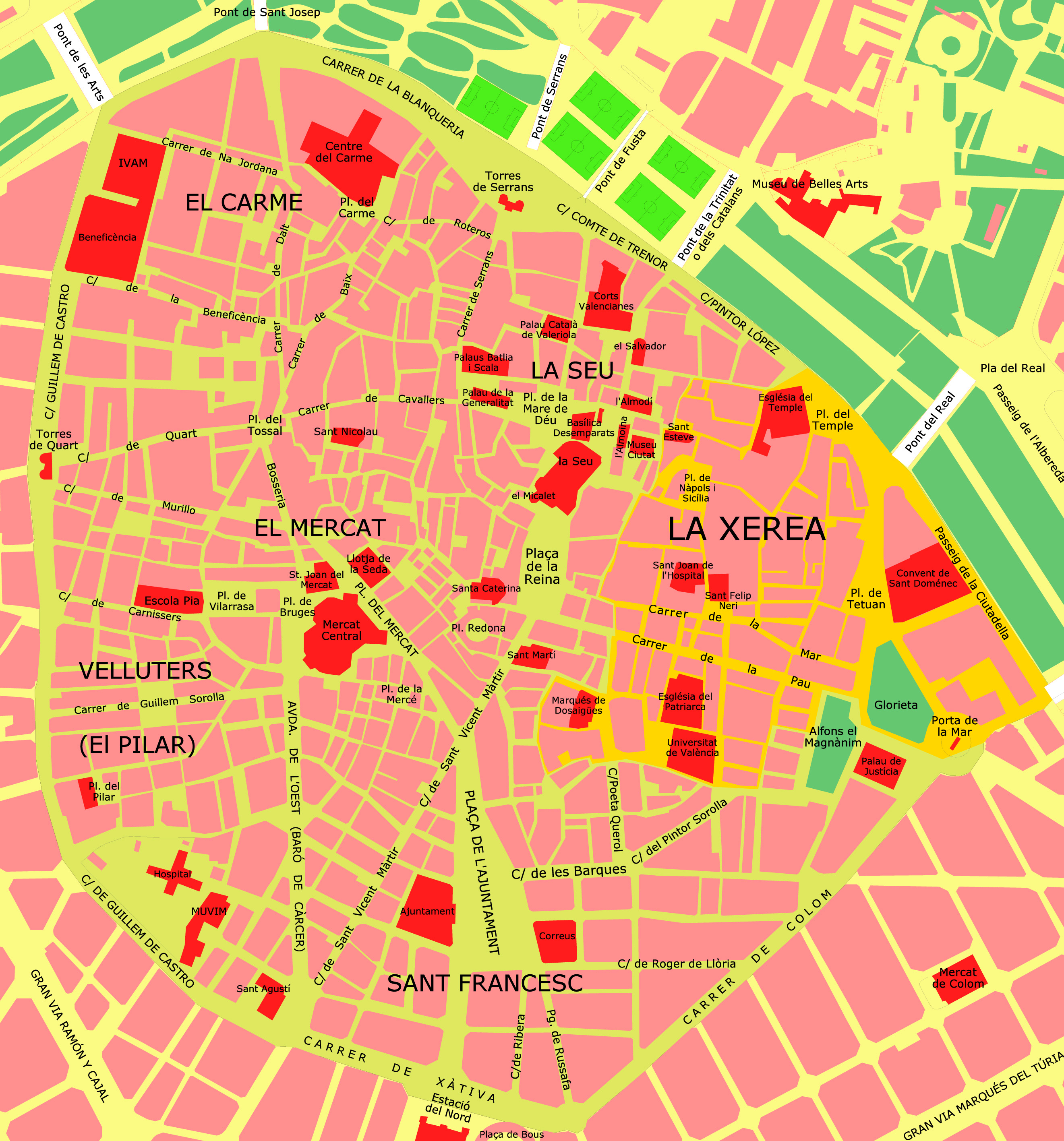
Plànol urbà (en ocre) de la Xerea

Està situat a l'extrem nord-est de la Ciutat Vella, limitant amb els barris de La Seu a l'oest i de Sant Francesc al sud. La seua part nord-est es troba delimitada pel vell llit del riu Túria, actual Jardí del Túria, a través del qual dos ponts el connecten amb els barris de la Trinitat (al districte de La Saïdia) i de L'Exposició (al districte del Pla del Real). Són els ponts del Real i de l'Exposició, respectivament. Al sud-est, el carrer del Justícia el separa del barri del Pla del Remei, al districte de L'Eixample.
L'actual barri està delimitat pels carrers i places següents: des de la plaça del Poeta Llorente al nord voreja el vell riu Túria pel passeig de la Ciutadella fins a arribar al carrer del Justícia, des d'on arriba a la plaça de la Porta de la Mar. Inclou els Jardins de la Glorieta (però no els del Parterre) i continua pel carrer de l'Olivera, gira pel de Bonaire i després pel del Pintor Sorolla cap als de Salvà i Pròixita. Gira cap al nord pel carrer de l'Ambaixador Vic, raconada de Garcia Sanchis, Marquès de Dosaigües, Castellvins, gira pel carrer de la Mar cap al de les Avellanes fins al carrer del Palau, des d'on gira cap als carrers dels Venerables, de l'Almirall, del Tossalet, dels Trinitaris i finalment torna a la plaça del Poeta Llorente.

### Nomenclàtor

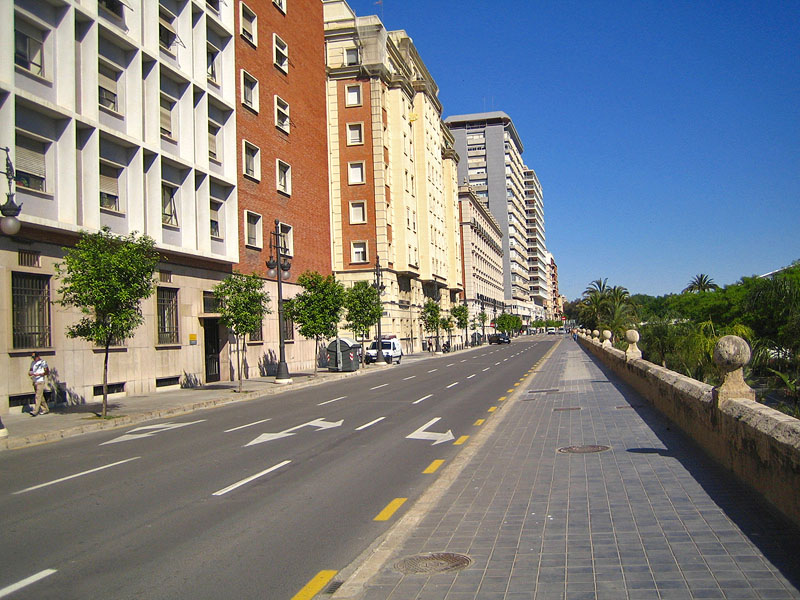
Passeig de la Ciutadella (2008)

- C/. Almirall
- C/. Altar de Sant Vicent
- C/. Ambaixador Vich
- C/. Aparisi i Guijarro
- C/. Avellanes
- C/. Banys de l'Almirall
- C/. Barcelona
- C/. Baró de Petrés
- C/. Bonaire
- C/. Bretón de los Herreros
- C/. Cardenal Payà
- Ps. Ciutadella
- Pl. Col·legi del Patriarca
- C/. Comèdies
- C/. Comte de Montornés
- Pl. Comunió de Sant Esteve
- C/. Creu Nova
- C/. Cronista Carreres
- C/. Cronista Jerònim Zurita
- C/. Cultura
- C/. Dames
- C/. En Blanch
- C/. En Gordó
- C/. En Sala
- C/. Entença
- C/. Escoles del Temple
- C/. Espasa
- C/. Garrofa
- C/. General Palanca
- C/. General Tovar
- C/. Governador Vell
- C/. Impertinències
- C/. Jovellanos
- C/. Llibrers
- C/. Mar
- C/. Mare de Déu de les Neus
- C/. Marqués de Dosaigües
- C/. Medines
- C/. Mestres
- C/. Miracle
- C/. Moncofa
- Pl. Mossén Milà
- C/. Muñoz Degrain
- C/. Músic José Iturbi
- Pl. Nàpols i Sicília
- C/. Nau
- C/. Nocturns
- C/. Palau
- C/. Pau
- Pl. Picador de Dosaigües
- C/. Poeta Liern
- Pl. Poeta Llorente
- C/. Poeta Querol
- C/. Pollastre
- Pl. Porta de la Mar
- C/. Pouet de Sant Vicent
- C/. Ruíz de Lihory
- C/. Sant Andreu
- Pl. Sant Bult
- C/. Sant Cristòfol
- Pl. Sant Esteve
- C/. Sant Joan de Ribera
- Pl. Sant Vicent Ferrer
- Pl. Santa Margarida
- C/. Santíssim
- Pl. Temple
- C/. Tertúlia
- Pl. Tetuan
- C/. Tossalet
- C/. Trinitaris
- C/. Trinquet dels Cavallers
- C/. Venerables
- C/. Verger
- C/. Vestuari
- C/. Ximénez de Sandoval

## Història

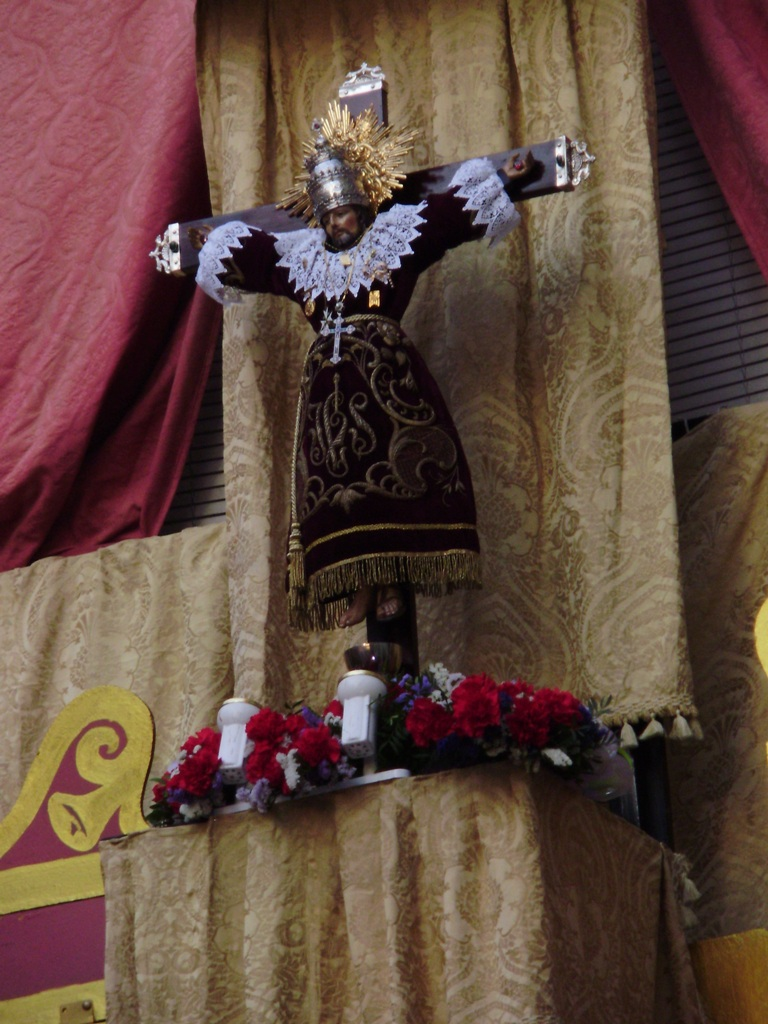
Crist de Sant Bult, patró del barri

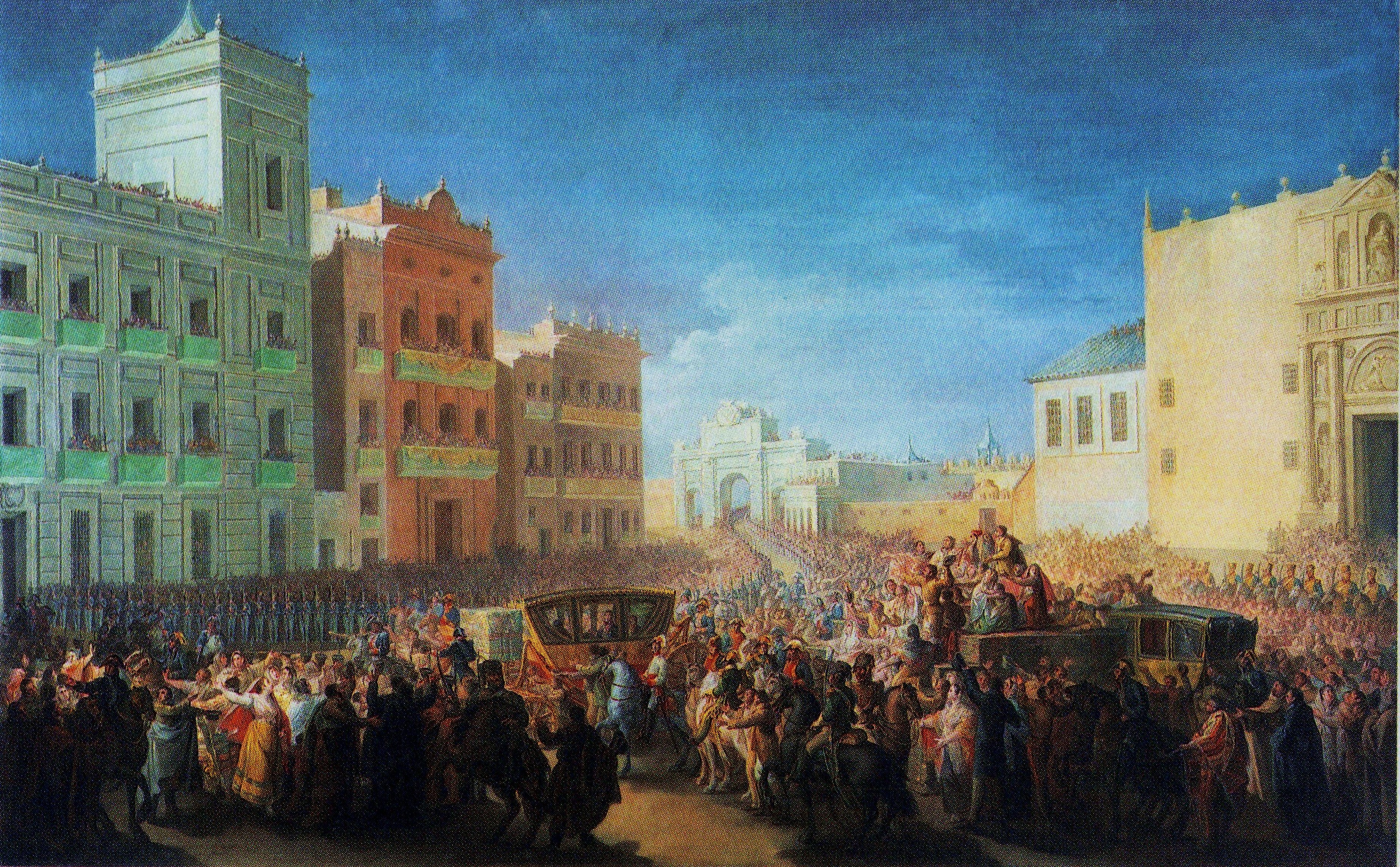
Entrada de Ferran VII (1815)

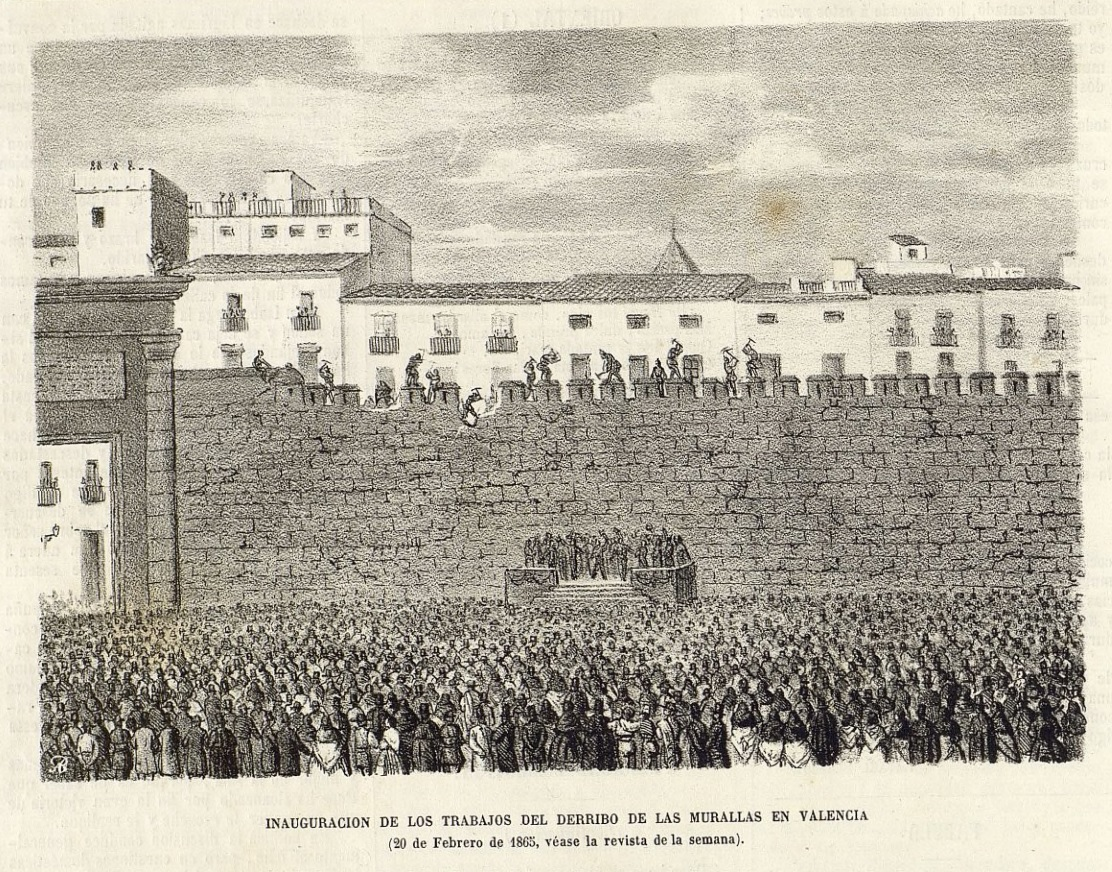
Enderrocant la muralla (1865)

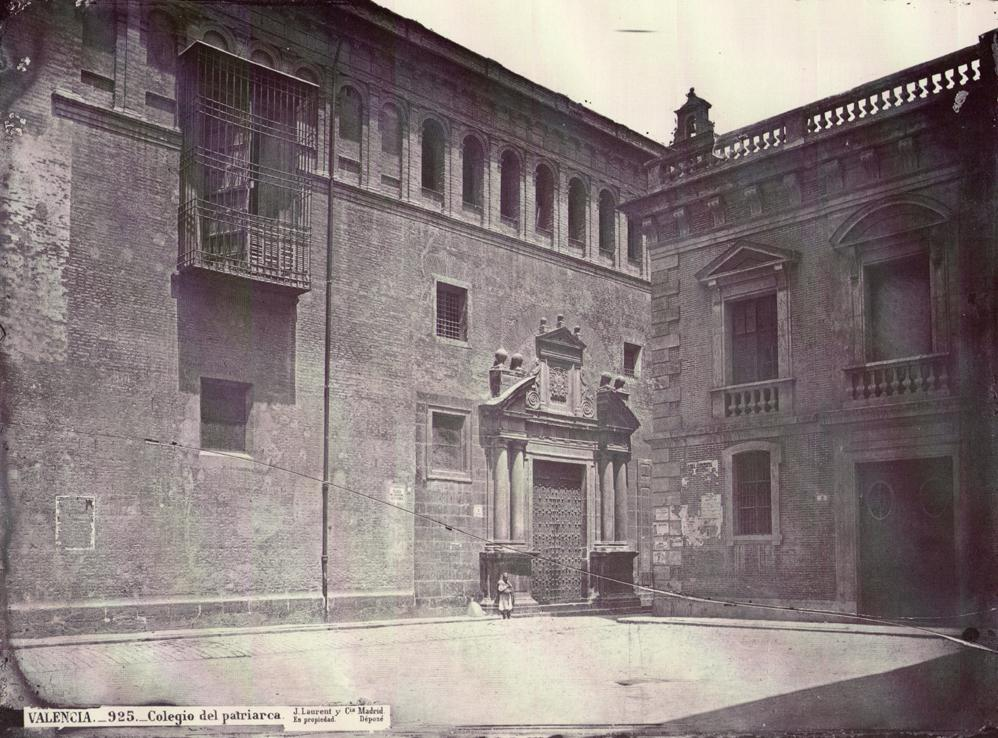
Col·legi del Patriarca (ca. 1870)

El barri es trobava a l'est de l'antiga Valentia romana, fundada l'any 138 aC dins una desapareguda illa fluvial que feia el riu Túria. Acollia el circ romà de la ciutat, del qual encara es troben alguns vestigis entre les actuals places de Nàpols i Sicília al nord i del Patriarca al sud.
Segles després, era un raval extramurs de la muralla àrab a l'est de Balansiya, antiga denominació de la ciutat durant la dominació àrab entre els anys 711 i 1238. Després de la conquesta cristiana per part del rei Jaume I l'any 1238, el barri va quedar inclòs dins els límits de la nova muralla cristiana de Pere el Cerimoniós (1356). El mateix any de la conquesta es trobà a la zona la imatge del Crist de Sant Bult, el qual des d'aleshores va esdevindre el sant patró del barri i se li ret homenatge i devoció fins a l'actualitat, sent considerada la "festa més antiga de València".
A la Xerea es va establir la jueria, barri específic per als jueus, la qual cosa va donar origen a nombroses revoltes entre cristians i jueus, fins a l'expulsió definitiva d'aquests últims el 1492.
L'any 1812 i sota l'ocupació francesa del mariscal Suchet sobre la ciutat durant la Guerra de la Independència, el mateix mariscal va adquirir uns terrenys al sud-est del barri per plantar arbres i altres espècies botàniques a les quals era aficionat, la qual cosa va donar origen als Jardins de la Glorieta.
A finals del segle xix, concretament el 1869, va ser dissenyat el carrer de la Pau, que travessa d'est a oest la part sud del barri, de forma quasi paral·lela a l'històric carrer de la Mar uns metres més al nord.
Durant aquests anys, es va derrocar la muralla cristiana de València així com les seues portes, obrint totalment el barri cap al nord i est de la ciutat. Es va fer una reproducció exacta de la porta del Real (antiga entrada a la ciutat situada front el pont del Real) i va ser col·locada a l'actual plaça de la Porta de la Mar, raó per la qual la gent pensa que aquesta porta era la de la Mar, però és una reproducció de la porta del Real.

## Demografia
El 2009 sumava 3.888 habitants. L'any 1981 en tenia 5.313, fet que mostra la forta pèrdua de població d'aquest barri i de tot el districte els últims anys, tot i que des del 2003 la població s'ha estabilitzat.
| Gràfica d'evolució de La Xerea entre 1970 i 2021 |
|                                                  |

### Eleccions
| Eleccions municipals al barri de la Xerea (1979-2023)    |             |       |       |       |       |       |       |       |       |       |       |       |
| Candidatura                                              | Candidatura | 1979  | 1983  | 1987  | 1991  | 1995  | 1999  | 2003  | 2007  | 2011  | 2015  | 2019  |
|                                                          | UCD/CDS     | 2.481 | 82    | 306   | 45    | 12    | n/a   | n/a   | -     | -     | -     | -     |
|                                                          | PSPV-PSOE   | 531   | 627   | 445   | 402   | 330   | 421   | 406   | 527   | 241   | 384   | 218   |
|                                                          | AP/PP       | -     | 2.373 | 1.427 | 1.520 | 2.171 | 1.889 | 1.873 | 1.825 | 1.489 | 788   | 887   |
|                                                          | PCPV/EUPV   | 256   | 117   | 112   | 93    | 221   | 119   | 164   | 70    | 86    | 53    | n/a   |
|                                                          | URV/UV      | 185   | 26    | 647   | 596   | 128   | 74    | 77    | 9     | -     | -     | -     |
|                                                          | Compromís   | 26    | 50    | *     | 32    | 20    | 69    | 44    | -     | 144   | 228   | 316   |
|                                                          | C's         | -     | -     | -     | -     | -     | -     | -     | -     | -     | 418   | 417   |
|                                                          | Vox         | -     | -     | -     | -     | -     | -     | -     | -     | -     | 83    | 271   |
|                                                          | ValC/UP     | -     | -     | -     | -     | -     | -     | -     | -     | -     | 49    | n/a   |
|                                                          | Altres      | 88    | 67    | 82    | 66    | 15    | 114   | 86    | 49    | 143   | 238   | 61    |
| Total vots                                               | Total vots  | 3.567 | 3.342 | 3.019 | 2.754 | 2.897 | 2.686 | 2.650 | 2.480 | 2.103 | 2.158 | 2.170 |
| Fonts: Oficina d'estadística de l'Ajuntament de València |             |       |       |       |       |       |       |       |       |       |       |       |

## Transports

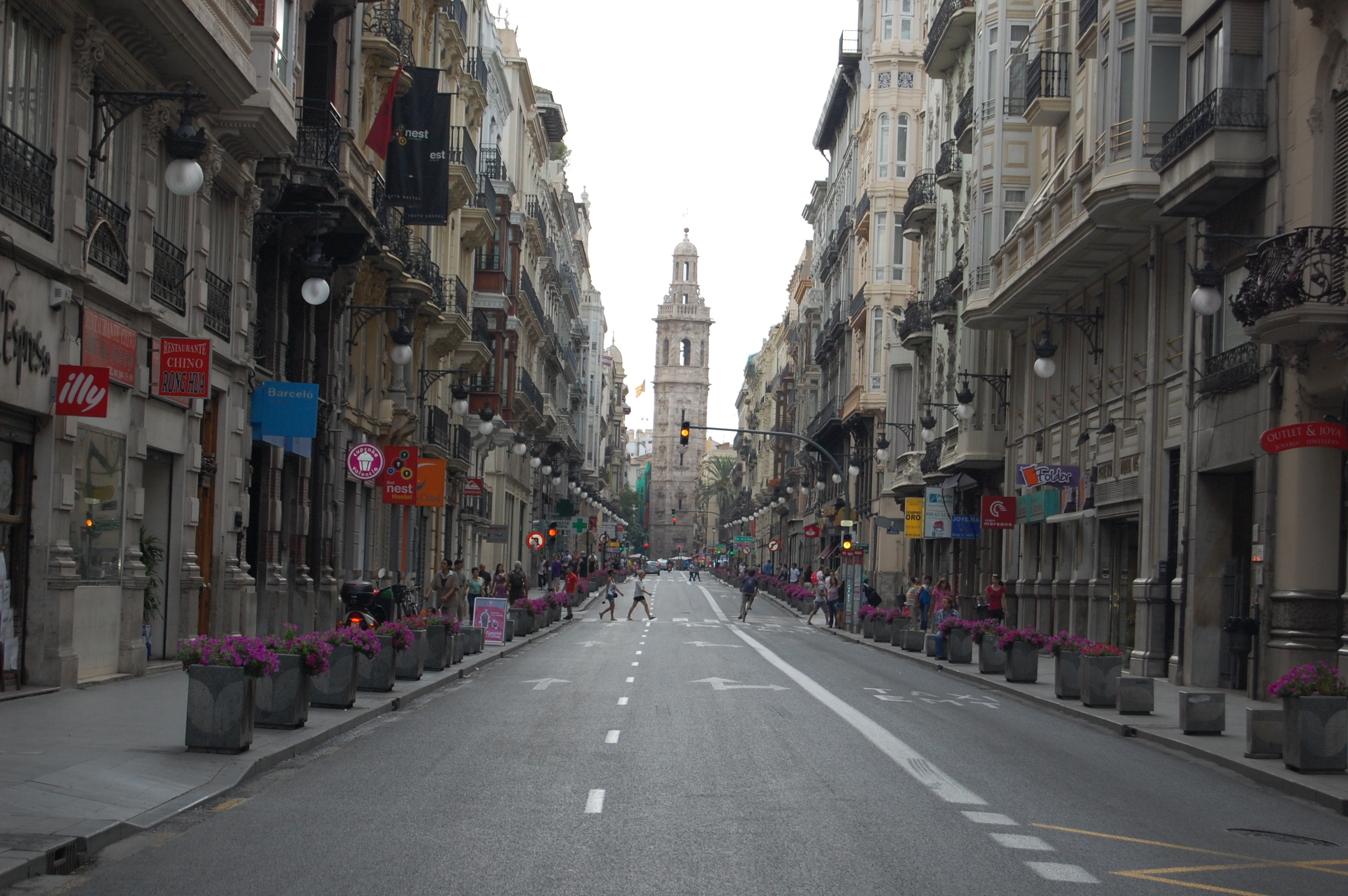
Carrer de la Pau, principal artèria del barri

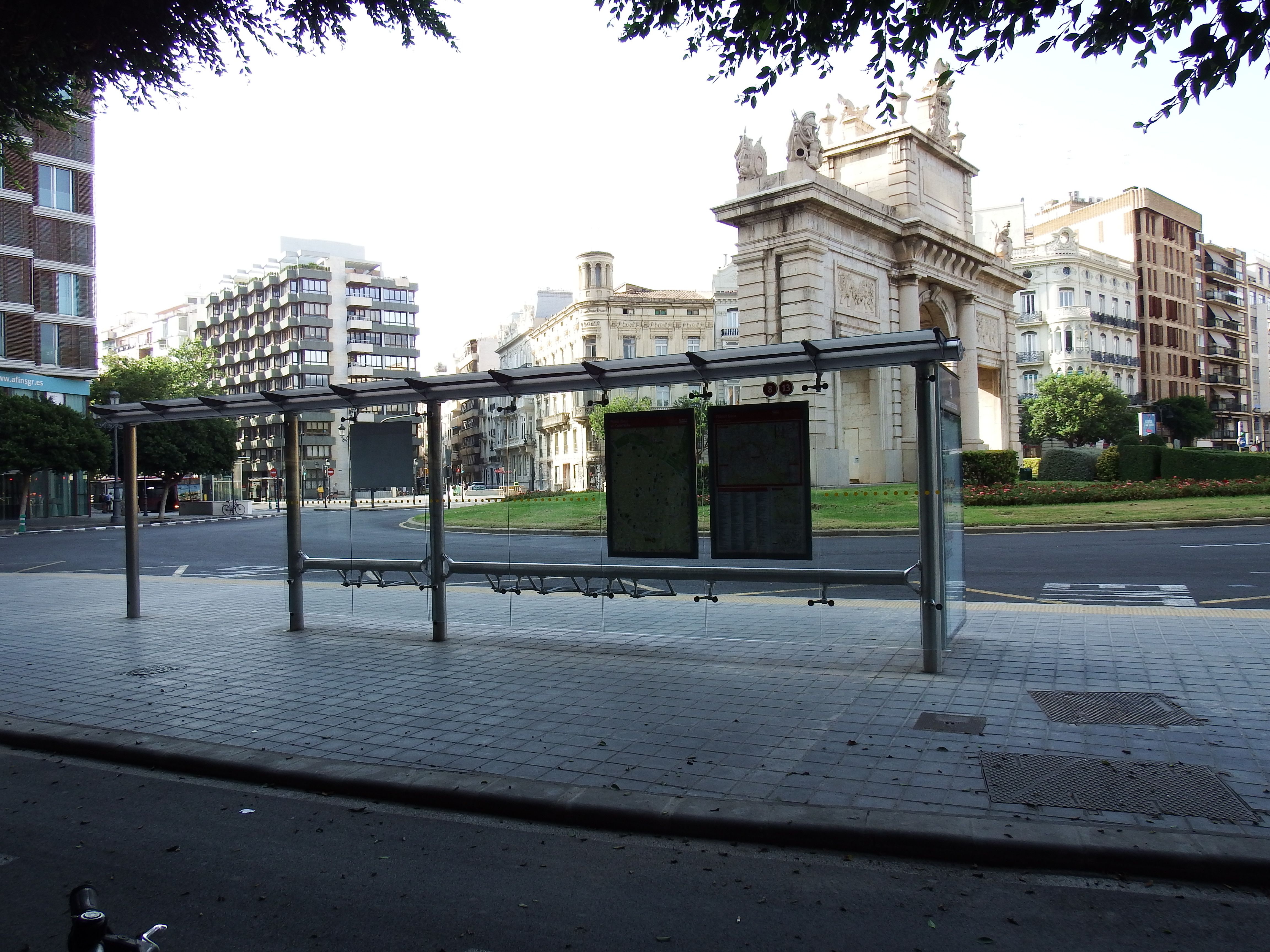
Parada d'autobús a la plaça del Portal de la Mar

### Carretera
- Vies principals

- Passeig de la Ciutadella
- Carrer de les Comèdies
- Carrer del General Tovar
- Carrer de la Mar
- Carrer del Marqués de Dosaigües
- Carrer de la Pau
- Carrer del Poeta Querol
- Plaça de la Porta de la Mar
- Pont del Real

### Ferrocarril i Bus
- Ferrocarrils de la Generalitat Valenciana (FGV)

L'estació de Metrovalencia més pròxima al barri és l'estació d'Albereda (línies 3 i 5), dissenyada per l'arquitecte valencià Santiago Calatrava i ubicada sota el pont de l'Exposició, a l'est del barri. Moderna estació de finals del segle xx que contrasta amb l'entorn clàssic i modernista.
- Empresa Municipal de Transports de València (EMT)

En ser un barri cèntric, són moltes les línies d'autobusos de l'EMT de València que hi donen servei al barri: 1, 4, 5, 6, 8, 9, 11, 16, 26, 28, 29, 31, 32, 36, 70, 71, 80, 81, 95, N2 i N10.